# Svilajnac
Svilajnac je město a centrum stejnojmenné opštiny v centrálním Srbsku, asi 100 km jihovýchodně od Bělehradu. Město je součástí okruhu Pomoravlje, nachází se na řekách Velká Morava a Resava. V městě Svilajnac podle sčítání lidu, domů a bytů z roku 2011 žilo 9 131 obyvatel. Svilajnac je považován za centrum Resavského regionu. Součástí opštiny je kromě města Svilajnac i 21 vesnic.

## Historie
Oblast Resavy je osídlena už několik tisíc let. Zde před příchodem Římanů žili Thrákové, které Římané vyhnali a v této oblasti založili provincii horní Moesie. Jižní Slované se do oblasti Resavy nastěhovali v 7. století. Největší rozmach tato oblast zažila za vlády despoty Stefana Lazareviće, kdy tato oblast byla kulturním střediskem tehdejšího srbského státu. První písemná zmínka o Svilajnci se datuje již k roku 1467. Svilajnac byl tehdy popsán v tureckých knihách jako vesnice, která má kolem 30 domů. Předpokladem je, že jméno pochází ze slova svila (hedvábí), v Svilajnci se v minulosti pěstovaly bource morušové a produkovalo se hedvábí. Za prvního srbského povstání resavští bojovníci byli známí díky jejich odvaze v bojích proti Turkům. Nejvýznamnějším z nich byl Stevan Sindjelić, který je důležitou osobností v srbských dějinách. Už počátkem 19. století Svilajnac byl důležitým obchodním, kulturním a vojenským městečkem. První škola v Svilajnci byla založena v roce 1824, rychle potom vzniklo i gymnázium. Velký význam pro rozvoj města měl srbský kníže Miloš Obrenović, tehdejší panovník Srbska. Díky němu v Svilajnci vznikly čtyři hlavní ulice, které jsou centrem města dodnes. Město mělo soud už v roce 1824. Jen o tři roky později snahou knížete Miloše byl postaven i kostel sv. Nikoly, v roce 1827. Město dostalo poštu v roce 1862 a o 6 let později i první telegraf. Podle sčítaní lidu z roku 1863, Svilajnac měl 4 009 obyvatel, z toho 56% byli zemědělci, ostatní byli zejména řemeslníci. Svilajnac dostal statut města 16. června v roce 1866. V roce 1875 byla otevřena první lékárna, kterou založil slovenský lékárník Julius Draškoci. Nemocnice byla založena v roce 1909.

## Geografie
Svilajnac je od Bělehradu vzdálen zhruba 100 km ve směru jihovýchod. V roce 2011 celá opština Svilajnac měla 23 391 obyvatel. Hustota zalidnění je 72 obyv/ km², což je nižší než celorepublikový průměr. Svilajncem protéká řeka Resava, která se nedaleko od města vlévá do řeky Velké Moravy. Oblast leží v nadmořské výšce 103 m n. m. a zaujímá plochu 326 km², z čeho 73,6 % činí orná půda. Celým územím se rozprostírají rozsáhlé nížiny, pouze na západě území se nacházejí kopce Hum a Baćica. Oblast Svilajnce se teda vyznačuje rovinným a pahorkatinným reliéfem a mírně teplým klimatem. Průměrná letní teplota se pohybuje kolem 21,2 ℃ a zimní 0,7 ℃. Průměrný roční úhrn srážek je 672 mm, co řadí okolí Svilajnce do sušších oblastí Srbska. Resava má velmi dlouhou vegetační dobu a příznivé půdní typy pro rozvoj zemědělství. Nížiny podél Resavy jsou velmi plodné, v nichž převažují nejúrodnější půdy černozemě, fluvizemě a hnědé půdy.

## Obyvatelstvo
V současnosti v Svilajnci bydlí 30 629 obyvatel. Demografickými problémy s kterými se město potkává jsou stárnutí obyvatelstva a úbytek obyvatel migrací. Kvůli vysoké nezaměstnanosti hodně mladých zůstává po ukončení studia ve velkých městech. Svilajnac má velkou diasporu v celém světě, která finančně podporuje ekonomický a kulturní rozvoj města. V městě se v současnosti nachází jedna základní škola, která má přes 1 000 žáků a dvě střední školy- gymnázium a zemědělská škola. Nejčetnější věkovou složkou obyvatelstva v roce 2011 bylo ekonomicky aktivní obyvatelstvo, které činilo kolem 60 %. Starší obyvatelstvo v stejném roce činilo 24 %.

## Turismus
Blízko města se nachází klášter z 15. století Manasija. Monastýr založil srbský despota Stefan Lazarević. Zde v 15. a 16. století vykonávala resavská škola přepisování, redakce, tvorby a překladu knih. Významnou lokalitou je i resavská jeskyně, která patří k největším jeskyním Srbska s délkou 4,5 km. V roce 2015 by měla být dokončena výstavba přírodovědeckého muzea, které by mělo zvýšit turistický potenciál této oblasti.